# Духонин, Михаил Лаврентьевич
Михаил Лаврентьевич Духонин (1837—1895) — генерал-лейтенант, один из героев русско-турецкой войны 1877—1878 гг., защитник Шипки.

## Биография
Родился 31 августа (12 сентября) 1837 года, сын генерал-майора Лаврентия Григорьевича Духонина.
Образование получил во 2-м кадетском корпусе, из которого 12 июня 1855 года выпущен прапорщиком в лейб-гвардии Финляндский полк.
В 1862 году Михаил Лаврентьевич Духонин успешно окончил курс Николаевской академии Генерального штаба с серебряной медалью и в следующем году принял участие в военных действиях при усмирении польского восстания, за отличие в 1863 году был произведён в капитаны. В том же году был награждён орденом Святого Владимира 4-й степени с мечами и бантом.
Произведённый в 1866 году в подполковники, Духонин в том же году был назначен начальником штаба 1-й пехотной дивизии.
Получив в 1869 году чин полковника, он в 1872 году был переведён на должность начальника штаба 15-й пехотной дивизии, а в 1873 году Михаил Лаврентьевич Духонин получил в командование 55-й пехотный Подольский полк, с которым и сделал кампанию 1877—1878 гг. против турок.
Отличившись уже самом начале войны, Духонин 16 июня 1877 года был награждён орденом Святого Георгия 4-й степени:
За мужество и храбрость, оказанные при переправе чрез Дунай у Систова, 15 Июня 1877 года.
Раненый при обороне Шипки в руку и голову и контуженный, Духонин 5 октября 1877 года был награждён золотой саблей с надписью «За храбрость» и 25 ноября того же года — чином генерал-майора (со старшинством от 5 сентября). Кроме того, в 1878 году ему был пожалован орден св. Станислава 1-й степени с мечами и в 1879 году — орден Святой Анны 1-й степени с мечами.
По окончании войны Духонин был недолгое время командиром 1-й бригады 1-й пехотной дивизии, а затем назначен начальником штаба 4-го армейского корпуса, которым в то время командовал М. Д. Скобелев.
С 1882 года Духонин был помощником начальника штаба Варшавского военного округа, и в том же году получил орден Святого Владимира 2-й степени. Через три года был назначен комендантом Выборгской крепости и с 15 февраля 1889 года — начальником 36-й пехотной дивизии. В генерал-лейтенанты произведён 30 августа 1886 года.
На этой должности Михаил Лаврентьевич Духонин и умер в Москве 17 (29) декабря 1895 и был похоронен на кладбище Новодевичьего монастыря.
Супруга Духонина, Екатерина Васильевна, во время русско-турецкой войны была сестрой милосердия при дивизионном лазарете 14-й пехотной дивизии и напечатала в «Русском вестнике» за 1882 г. (№ 6 и 9) любопытные записки под заглавием: «Мирная деятельность на войне». По окончании войны была награждена в числе шести наиболее отличившихся при оказании помощи раненым на поле боя сестер милосердия особой серебряной медалью «За храбрость».